# Атентат на Анта Павелића
У среду, 10. априла 1957. године, у Буенос Ајресу, у предграђу Ломас де Паломар, у 9 часова, увече, извршен је атентат на Анту Павелића, једног од највећих ратних злочинаца Другог светског рата.

## Позадина
Када је створена тзв. Независна Држава Хрватска 10. априла 1941. године, са Антом Павелићем на челу, постала је творевина која је у Другом светском рату извршила један од највећих и најтежих геноцида на свету. Хрватски поглавник Павелић је донео расне законе, успоставио је концентрационе логоре са циљем тоталног истребљења Срба, Јевреја, Рома и антифашиста. Идеологија његовог режима сводила се на: борбу против православља, либерализма, демократије, слободног зидарства и бољшевизма. После слома НДХ, Анте Павелић је побегао у Аргентину, под лажним именом. Пошто је избегао да се суочи са законом и одговора за почињени геноцид, велики број Срба у емиграцији сматрао је да Анте Павелић због ратних злочина које је починио треба да буде ликвидиран.

## Пацовски канали
Када је дошло до слома НДХ, Павелић је 1945. године побегао из Загреба и преко словеначког града Марибора избио на југословенско-аустријску границу. Године 1946. Павелић је напустио Аустрију и преселио се у Рим, у једну зграду која је под јурисдикцијом Ватикана. Крунослав Драгановић био је главни човек за успостављање „пацовске линије“, односно пацовски канал, постао је уопштен назив за мрежу евакуације, тј. бекства. Драгановић је остварио контакте с папом Пијем XII, као и са високим чиновницима Државног секретаријата Ватикана и италијанске обавештајне службе. Католичка црква, односно папа Пије XII је на молбу Драгановића и хрватских свештеника, у кореспонденцији с британским и америчким властима тражио да се хрватским ратни заробљеницима и њиховим породицама затвореним на југу Италије допусти безбедан прелаз до новог одредишта у Аргентину. Крунослав Драгановић, свештеник који је радио за усташки режим, послао је аргентинском диктатору Хуану Перону писмо с потписом. Он је тражио седам хиљада виза за Хрвате, и у писму Перону каже:
Нека вас Бог безброј пута благослови за ову предивну гесту. Хрватски народ ће једном бити слободан и знат ће ценити велике ствари које сте за њега учинили.
Визе које је тражио одобрене су и усташе су могле ући у Аргентину. Свештеник Драгановић је Павелићу обезбедио пасош на име Павла Арањоса, избеглице из Мађарске. Захваљујући утицају Ватикана и усташко-хрватског Института Светог Јеронима у Риму, који је још пре рата био главни центар усташко-хрватске терористичке емиграције у Италији, у Јужну Америку, емигрирало је на десетине хиљада усташа и домобрана, међу њима и неколико стотина ратних злочинаца. Павелић је напустио Италију 13. септембра 1947. године, да би приспео у Буенос Ајрес 6. новембра 1947. и упловио у луку паробродом „Сестриере“, путовао је са пасошем Црвеног крста на име Павле Арањос. На фотографији у њој прерушен је, имао је дужу косу те браду и бркове. Павелићу је азил омогућио лично аргентински диктатор Хуан Перон. Убрзо је од аргентинских власти добио уредна лична документа. Приликом његовог доласка у Аргентину, довезено је пет великих сандука у којима су биле златне полуге и златан новац, накит, драго камење, златне протезе, бурме, сатови. Укупно 300 kg злата и драгог камења, које је било опљачкано од масе жртава.

## Уточиште за ратне злочинце
Аргентина је била сигурно уточиште за ратне злочинце из Другог светског рата. Након рата у Аргентину је побегло на десетине хиљада нациста и усташа. Диктатор Хуан Перон имао је личне симпатије за оба покрета, позвао их је да се настане у Аргентини. Бранко Бензон, бивши хрватски амбасадор у Берлину, био је први који је уз помоћ Ватикана дошао у Аргентину. Он је био главни човек у овој јужноамеричкој земљи који је водио операцију доласка усташа. Седам хиљада усташа је нашло уточиште у Аргентини од тога неколико стотина ратних злочинаца на челу са Антом Павелићем, Вјекославом Вранчићем, Динком Шакићем, Ивом Ројницом, Бранком Бензоном, Ивом Херенчићем, Данилом Црљеном и другим који су у Аргентину дошли са пасошем издатим у Институту Свети Јеронимо, са лажним именом. По препоруци доктора Бензона, Павелић и још многи хрватски ратни злочинци, постали су саветници председнику Републике Аргентине генералу Хуану Перону, а велики број усташа добио је запослење по разним аргентинским министарствима, радију и телевизији иако нису знали шпански језик. Сви су фигурирали под лажним именима са којим су дошли у Аргентину. Анте Павелић је од украденог злата себи и својој породици саградио модерну вилу у предграђу Ломас де Паламор.

## Српски исељеници у Аргентини
У Аргентини је по завршетку Другог светског рата емигрирало и неколико стотина Срба антикомуниста, припадника Југословенске краљевске војске у Отаџбини. Иначе, главно уточиште српских емиграната, односно четника после рата биле су Сједињене Америчке Државе. Одмах по доласку у Аргентину, почели су да оснивају своја мала и скромна удружења. Основали су прву српску православну општину Свети Сава, за Републику Аргентину. Основали су Удружење Срба, Српски клуб, Културни клуб Његош као и земаљску управу удружења бораца Дража Михаиловић за Републику Аргентину. У Аргентини се налазио бивши председник југословенске владе Милан Стојадиновић који је важио за најмоћнијег и најутицајнијег Србина у тој земљи. Стојадиновић се у Буенос Ајресу прославио као финансијски саветник и власник листа "Ел економиста". Четничку емиграцију у Аргентини предводио је, поморски официр, капетан корвете Јаков Јововић који је био активни учесник у војном пучу од 27. марта 1941. године, а током рата био је командант Бјелопавлићке четничке бригаде. Припадници четничког покрета, настојали су да пронађу Анту Павелића и друге усташе, али је то било немогуће, пошто четници из Црне Горе који су били најбројнији у српској емиграцији нису познавали Павелића и друге усташке ратне злочинце и због тога што су усташе живеле под лажним именима.

## Споразум Милана Стојадиновића са југословенским властима
Комунистичка Југославија није била сигурна у којој се држави Јужне Америке крије Анте Павелић. Али, је највише сумњала да је његово уточиште у Аргентини, због тога је 1951. године захтевала изручење Павелића. Међутим, Перонова влада је одговорила да се лице са тим именом не налази на њеној територији. Југославији су били потребни докази да се усташки ратни злочинац Анте Павелић крије у Аргентини. Због тога је одлучено да се успостави сарадња и направи тајни договор са Миланом Стојадиновићем, који се већ дуже време налазио у Аргентини. За ту сврху је из Југославије специјално послат у Аргентину на тајни састанак са Стојадиновићем начелник СИД-а (Служба за информације и документацију Министарства спољних послова ФНРЈ) Бошко Видаковић. Тајни састанак је одржан 20. августа 1952. године у Буенос Ајресу. Стојадиновић је требало да ради против Павелића и усташа, тако што би се приближио усташком поглавнику и с њим успоставио социјалне контакте, који би изазвали раздор у хрватској емиграцији. У случају позитивно исхода, југословенске власти ће побољшати материјалне услове његовој сестри у Београду, пустити из затвора његовог рођеног брата Драгомира Стојадиновића, који је осуђен на 15 година робије и омогућити му слободан одлазак из Југославије. Такође, преко Милана Стојадиновића или лица које он одреди ишли би одређени привредни аранжмани између Југославије и Запада. Као знак добре воље Југославија је Милану одобрила коришћење државног архива како би могао да напише мемоаре. Последњи састанак Милана са представницима југословенских власти имао је 2. децембра 1953. године у Буенос Ајресу када је одлучено да се у интересу успешног обављања посла прекину даљи контакти, како не би изазвали сумњу и открили своје намере.
Стојадиновић се успешно приближио Павелићу, постали су „пријатељи“, њихове породице почеле су међусобно да се посећују. Године 1954. Стојадиновић и Павелић постигли су договор о мирном разлазу Срба и Хрвата. Римски лист „Темпо“ 11. августа 1954. године објавио је вест о политичком споразуму бившег југословенског председника владе др Милана Стојадиновића и поглавника усташке НДХ др Анте Павелића у Буенос Ајресу. Месец дана касније аргентински лист „Хогар“ је обавио чланак о овом споразуму. Споразум Стојадиновић-Павелић је произвео негативне реакције од стране хрватске и српске емиграције. Павелић је проглашени за националног издајника од доброг дела усташких следбеника, који су сматрали да је сваки споразум са Србима раван велеиздаји. Комунистичка Југославија је званично осудила споразум, истичући да Павелић и Стојадиновић нису представљали више никог. Милан је све акције водио по задатку, као изјаве у вези с кризом око Трста, састанку с Павелићем, разговору с делегацијом хрватског емигрантског листа „Избор“.
Пошто је Стојадиновић успешно искомпромитовао Павелића код усташа, југословенске власти су му амнестирале млађег брата. Драгомир Стојадиновић је 1955. године пуштен из затвора пре истека казне, пред одлазак у Аргентину састао се са шефом југословенске тајне полиције Александром Ранковићем са којим је постигао договор о раду против Павелића и усташа у овој јужноамеричкој земљи. У Аргентини је преко Драгомира ишла веза између југословенских власти и Милана Стојадиновића. Браћа Стојадиновић су од тада заједнички водили специјалан рат против усташа. Године 1955. аргентински диктатор Хуан Перон је збачен с власти у војном удару, Павелић је изгубио свог великог заштитника. Да би повратио углед међу усташама, Павелић 8. јуна 1956. године оснива Хрватски ослободилачки покрет. Пошто је Павелић одлучио да се врати у јавни политички живот донета је одлука да се ликвидира.

## Атентат
Почетком 1957. године један бивши италијански генерал, који је од раније познавао Павелића из Италије, и са којим је био пријатељ, открио је Павелића. Овај италијански генерал био је у Аргентини и пријатељ српском емигранту Јови Џоњевићу, коме је открио место боравка и маршруте кретања Анта Павелића. Од тог тренутка, поморски капетан Јаков Јововић са бившим припадницима четничког покрета отпочео је припреме атентата на Павелића. Подаци нису садржали информације о правом идентитету Анте Павелића, већ само где се налазио и куда се кретао. Планом убиства руководио је Јаков Јововић, а добровољно се пријавио његов рођак Благоје Јововић. Касније му је придодат Мило Кривокапић. Одлука је донесена да се атентат изврши 9. априла 1957. године, односно, уочи велике прославе хрватске емиграције у Аргентини. У предвиђено време Благоје и Мило упутили су се у место Палoмaр, у близини Буенос Ајреса, где је Павелић дуже живео. Тачно су знали његову маршруту. Али, тог дана Павелић је пошао са женом и ћерком. То их је натерало да одложе своју намеру, па су одлучили да атентат изврше наредног дана.
10. априла 1957. године, читава хрватска колонија је прослављала „дан независности“. Кривокапић је као и обично био обучен у цивилно одело, док је Јововић на глави имао шешир, и наочаре без стакла. По изласку из омнибуса Павелић је био сумњичав и предострожан, посумњао је у свог првог пратиоца. Одједном се окренуо и у правцу атентатора Благоја Јововића испалио неколико метака, пробушивши једним хицем његов капут. Благоје Јововић се није збунио, трчећи за Павелићем, који је почео да бежи, Јововић је испалио пет метака у његовом правцу. Два су погодила Павелића, један га је погодио у раме а други у врх кичме, после чега је одмах пао на земљу.
Како је то изгледало можда најбоље описују речи самог Благоја Јововића о том случају, а које су записане у књизи „Два метка за Павелића”:

Кренем за њим. Брзим кораком. Скоро трчим.
Долазим на седам-осам метара. Павелић ме је осјетио, видео... почео да виче:
„Мајку ти јебем српско-јеврејску, комунистичку!”
Чујем пуцањ, не знам одакле долази.
Не стајем. Трчим право на Павелића. Дођем на два-три метра и пуцам. Једном. Други пут! Пуцам му у леђа, онако како је бјежао. Два пута у њега. Он пада.
Како је носио ташну, она му испадне, са стране у једну башту.
Пао, не мрда, не могу да вјерујем да се прави мртав, ако су два метка у њега.
У том тренутку помислим — боље је да остане жив, јер ће га у болницу, народ ће видети и онда му се мора судити!
Дал да га прибијем? Онда угледам ону ташну. Документи? Било би добро докопати се... али, ако су паре у торби, па ме ухвате и прогласе лоповом. И да сам га убио због пара! Оставим ја и Павелића и торбу.
Неко виче:
„Јуре, Јуре!”
И пуца се према мени. Ја се окрени и пуцам у том правцу. Испалим три хица.
Почнем да трчим око зграда, полукружном улицом.
Народ излази. Питају — шта је било?
Онако задихан, говорим им:
„Гледајте шта раде ове будале тамо, напиле се па пуцају на све живо!”
„Тај је луд или пијан”, вичем да ме и они са прозора чују.
Револвер ми у џепу. Оставио сам само један метак, за сваки случај.

После пуцњаве, Јововић је побегао у једном, Кривокапић у другом правцу и сакрио се код својих пријатеља, очекујући реакцију аргентинских власти, које су одмах интервенисале. 
Од пуцњаве узбудили су се телохранитељи који су се налазили у непосредној близини, у дворишту Павелићеве виле, и одмах су истрчали на улицу, као и већи број комшија. Видевши Павелића рањеног телохранитељи су га пренели у болницу, настојећи да га сакрију. Међутим, за атентат се одмах сазнало; аргентински медији јавили су одмах о атентату, објавили су податке о ратним злочинима које је Павелић направио, истичући и атентат на краља Александра Карађорђевића у Марсељу 9. октобра 1934. године од стране усташа и припадника терористичке организације ВМРО. Аргентинске власти које су одмах сазнале за атентат предузеле су безбедносне мере, док су Павелићеви људи спремали да га пребаце у Шпанију.
Аргентински новинари успели су да дођу до рањеног Павелића тражећи од њега интервју. Иако у болничком кревету, он их прима и представља се као човек који је „много учинио за хрватски народ“. Између осталог, осврнуо се и на неуспјели атентат и рекао:
Знајте, господо, атентат није извршио некакав емисар југословенског посланства, нити агент интернационалног комунизма. Иза овог се крије друга личност ...
И док су аргентинске власти вршиле истрагу, у Буенос Ајрес су стигла два усташка специјалца са упутствима да Анту Павелића по сваку цену пребаце у Европу - Шпанију.
Анте Павелић напустио је аутом Аргентину 23. јула 1957. на пограничном прелазу Рио Галерос - Патагонија, а наредног дана 24. јула, стигао је у место Пунта Аренас - Чиле. Павелић је у Сантјагу боравио четири месеца и одатле авионом пребачен је у Шпанију, која се налазила под диктатуром Франсиска Франка. У Мадрид је стигао 29. септембра 1957. године. У Шпанији су се већ скривале на хиљаде усташа и домобрана на челу са ратним злочинцем Максом Лубурићем.

## Смрт
Новембра 1959. године Павелић је пребачен у немачку болницу у Мадриду, где је 23. децембра 1959. године главни старешина хрватског Домобрана Иван Асанчајић обавештен од диктаторове ћерке Мирјане да се очекује Павелићева смрт. Лекар Павелића био је немачки универзитетски професор др Рудолф Сеиз. У рано јутро 28. децембра 1959. године, у 3,55 сати, Павелић је умро. Диктатор је умро од рана задобијених у атентату. Није могао да буде оперисан како би му били извађена из тела оба метка, јер је увелико боловао од дијабетеса. Сахрана је била скромна, уз присуство породице и малог броја усташа.